# 韦伦楚斯
韦伦楚斯（法語：Werentzhouse，法語發音：[vɛʁəntsuz] ⓘ）是法国上莱茵省的一个市镇，属于阿尔特基什区。

## 地理
韦伦楚斯（47°31'1"N, 7°21'27"E）面积4.5 平方千米，位于法国大東部大區上莱茵省，该省份为法国东部内陆省份，是阿尔萨斯的一部分，今与下莱茵省组成了阿尔萨斯欧洲集体，其北临下莱茵省，西接孚日省，西南接贝尔福地区省，东侧沿莱茵河与德国相望，南与瑞士接壤。
与韦伦楚斯接壤的市镇（或旧市镇、城区）包括：米埃斯帕克、布克斯维莱尔、菲斯利斯、迪默纳克。
韦伦楚斯的时区为UTC+01:00、UTC+02:00（夏令时）。

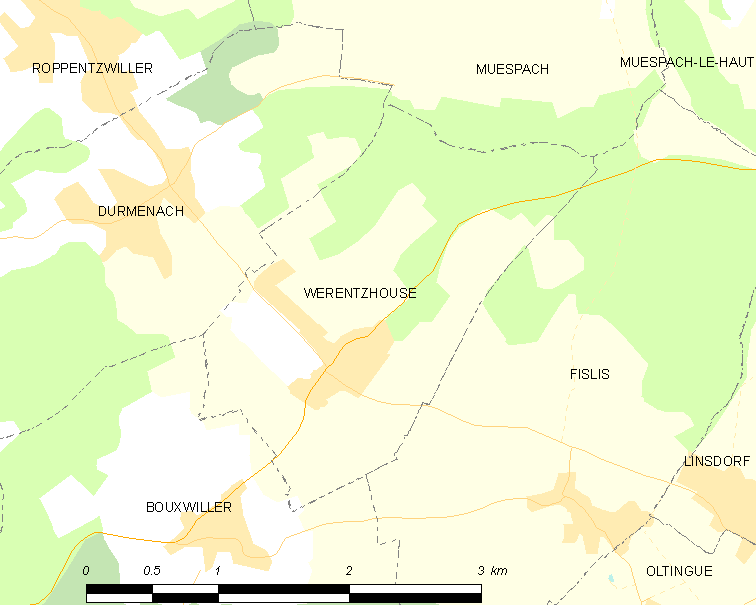
韦伦楚斯的OSM定位图

## 行政
韦伦楚斯的邮政编码为68480，INSEE市镇编码为68363。

## 政治
韦伦楚斯所属的省级选区为阿尔特基什县。

## 人口

1962-2008年间韦伦楚斯人口变化图示

韦伦楚斯于2022年1月1日时的人口数量为629人。